# 크리스토퍼 메이어

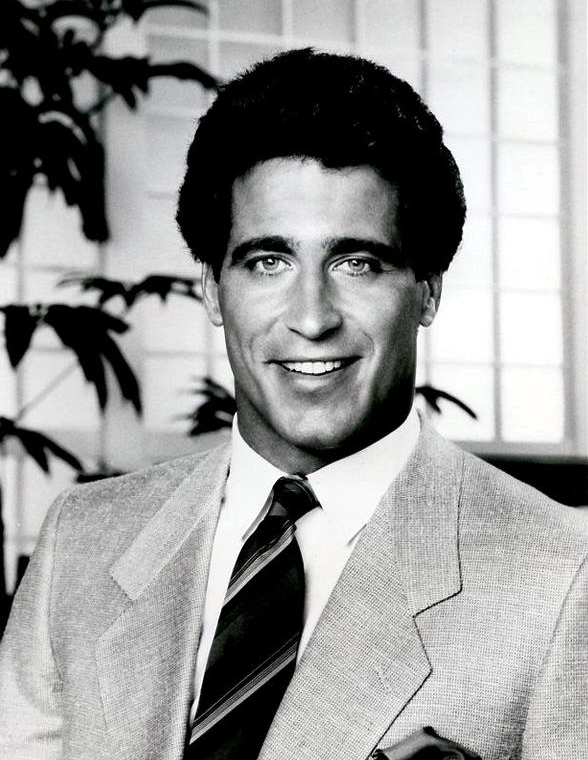

크리스토퍼 메이어(Christopher Mayer, 1954년 2월 21일 ~ 2011년 7월 23일)는 미국의 배우, 텔레비전 배우, 성우, 영화배우이다.
뉴욕에서 태어났으며 셔먼오크스에서 사망하였다. 사인은 질병이다.  포리스트 론 메모리얼 파크에 매장되었다.

## 영화
- 라이어 라이어 (1997년) - 케네스 폴크 역
- 하드 타임 (1996년)
- 레이븐 (1996년)
- 이스트 미츠 웨스트 (1995년)
- 위험 지대 (1994년)
- 레니게이드 (1992년)
- 필사의 스턴트 작전 (1980년)
- 해저드 마을의 듀크 가족 (1979년)
- 사랑의 유람선 (1977년)